# すっぴん
すっぴん（素っぴん、素嬪）とは、化粧をしていない状態（ノーメイク、ノーメーク）のこと。
主に女性に対して使われる言葉である。
最近では、男性に対しても使われ始めている。
また、素顔でも美人という良い意味もある。

## 他の用法
元々の意味から転じて、どの能力も付加しない状態のことを「すっぴん」と呼ばれることがある。
- ファイナルファンタジーV（1992年、スクウェア→スクウェア・エニックス）でのジョブ（職業）。ただし、他のジョブをマスターするとそのジョブ固有の能力が付加されるので、厳密にはすっぴんとは異なる。
- DS版ファイナルファンタジーIII（2006年、スクウェア・エニックス）のジョブの一つ。こちらはどのジョブの能力も付加されない。
- 星のカービィシリーズにおいて、コピー能力を身に着けていないノーマルカービィ。